# 알렌 (화학)
알렌(allene, C3H4)은 프로파다이엔입체 구조를 가진 탄화 수소의 하나이다. 가운데 탄소주위로 이중 결합을 이루고 있으며, 양끝의 작용기의 방향이 엇갈려 있다. 그래서 비평면 구조를 가지며, 카이랄성을 가질 수 있다.

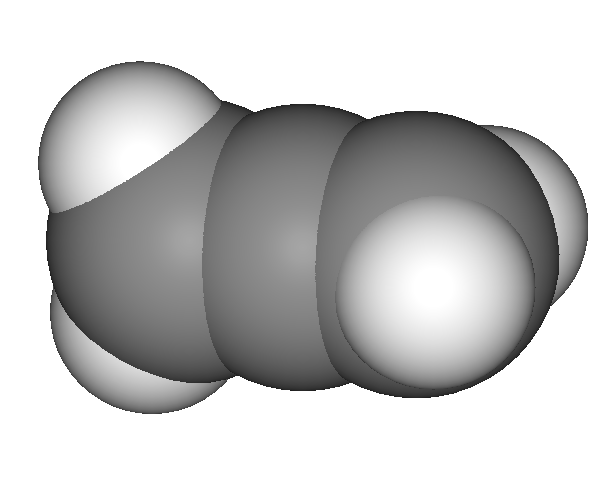
알렌의 3차원구조

## 구조
가운데는 sp, 양끝은 sp2혼성이다. 그러므로 가운데 탄소와 양끝 탄소는 서로 다른 p오비탈을 파이 결합에 사용하며, 이것이 알렌의 입체구조의 원인이다. 
군론에서 Allene의 점군은 D2d이다.
3개 이상 이어진 것은 큐물렌이라고 한다.